# McKayla Maroney
McKayla Maroney (Aliso Viejo, 9 december 1995) is een Amerikaans gymnaste. Ze werd wereldkampioene paardsprong op de wereldkampioenschappen turnen in 2011 met een prestatie die eveneens bijdroeg aan de gouden medaille voor het Amerikaanse team. Op de Olympische spelen in 2012 behaalde ze opnieuw goud met het Amerikaanse team in de meerkamp en zilver op de paardsprong.

## Biografie

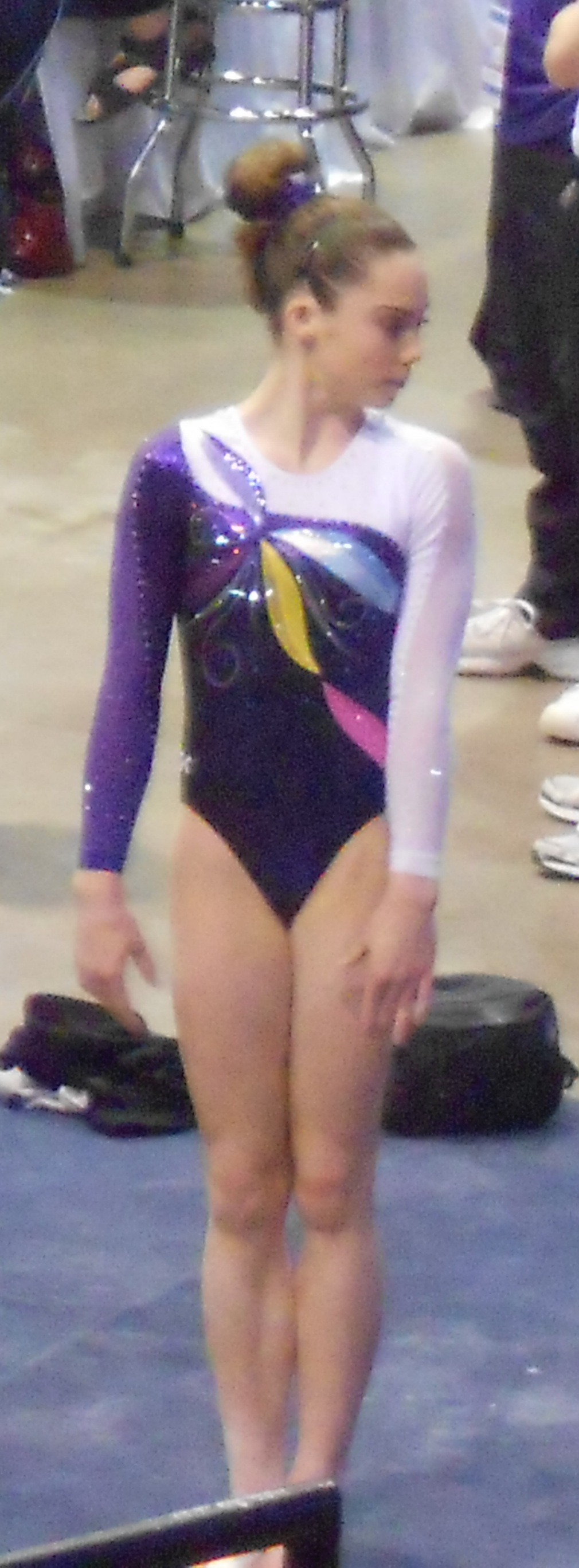
Maroney op de Secret U.S. Classic op 26 mei 2012.

Maroney begon al op jonge leeftijd met turnen. Al op haar negende ging ze in Costa Mesa (Californië) oefenen met het oog op de Olympische Spelen. Ze werd er opgeleid met Kyla Ross, die dezelfde droom deelde en met wie ze goed bevriend raakte. Maroney werd thuis geschoold om zich helemaal te kunnen richten op een professionele turncarrière.
In 2009 begon Maroney in competitie te turnen op de nationale Visa-kampioenschappen in Dallas (Texas). Ze voerde er met succes de amanar uit; een van de moeilijkste paardsprongen.
In 2010 ging ze in Los Angeles trainen. Ze werd dat jaar eerste op sprong op de Visa-kampioenschappen en werd eerste op sprong en de vloer op de Pan-Amerikaanse kampioenschappen.
Maroney trainde voort voor de Spelen van 2012. Op de Visa-kampioenschappen eindigde ze als tweede in de meerkamp en eerste op sprong. Ze maakte tevens deel uit van het Amerikaanse team op de wereldkampioenschappen in Tokio. Ze werd er wereldkampioene op sprong en haar prestatie droeg bij aan de Amerikaanse gouden medaille voor teams.
Op de eerste dag van de Visa-kampioenschappen in 2012 kwam ze ten val en liep een lichte hersenschudding en een neusbreuk op. Ze mocht deelnemen aan de Olympische kwalificatie in San Jose, behaalde wederom een eerste plaats op sprong en werd toegevoegd aan het Amerikaanse team voor de Olympische Spelen van 2012.
Samen met haar teamleden pakte ze er de gouden medaille in de landenmeerkamp. Voor sprong was ze torenhoog favoriet na een gewonnen kwalificatieronde en een uitstekende sprong tijdens de landenmeerkamp. Haar eerste sprong tijdens de finale behaalde de hoogste punten. Ze viel echter bij de tweede sprong waardoor haar gemiddelde score haar de zilveren medaille opleverde.
In september 2012 brak Maroney haar scheenbeen toen ze van de brug ongelijk viel op de Kellogg's Tour of Gymnastics Champions in Californië, waardoor ze een aantal weken niet op niveau kon turnen. Op 20 november 2012 maakte ze haar acteerdebuut in de televisieserie Hart of Dixie.
In januari 2013 diende Maroney als jurylid voor de Miss America-missverkiezing. Ook verscheen ze in de videoclip van het nummer Up in the Air van rockgroep Thirty Seconds to Mars.
In juli 2013 turnde ze voor het eerst sinds haar breuk op de Secret U.S. Classic waar ze goud won op sprong en brons op vloer. Op de P&G Gymnastics Championships in augustus behaalde ze goud op beide onderdelen. In september en oktober maakte ze deel uit van het vierkoppige Amerikaanse team op de wereldkampioenschappen in Antwerpen. Het was de eerste keer dat ze op een wereldkampioenschap deelnam aan de meerkamp, maar door de "twee-deelnemers-per-land"-regel bereikte ze de finale niet. Wel prolongeerde ze haar titel van wereldkampioene bij de sprong.
In december 2013 was Maroney te zien in een aflevering van de misdaadserie Bones als verdachte in een moordzaak.
In maart 2014 werd ze geopereerd aan de knie en kon niet deelnemen aan wedstrijden. Ook in 2015 miste ze de P&G- en de wereldkampioenschappen. Haar Olympische teamgenoten uit 2012 Jordyn Weiber en Kyla Ross kondigden inmiddels aan te stoppen met turnen. In februari 2016 zei Maroney genoeg te hebben van haar kwakkelende gezondheid en klaar te zijn om andere dingen te doen, en kondigde eveneens aan te stoppen.
Maroney was een van de slachtoffers van seksueel misbruik van voormalig teamarts van de Amerikaanse turnbond Lawrence 'Larry' Nassar.

## "Not impressed"-internetmeme

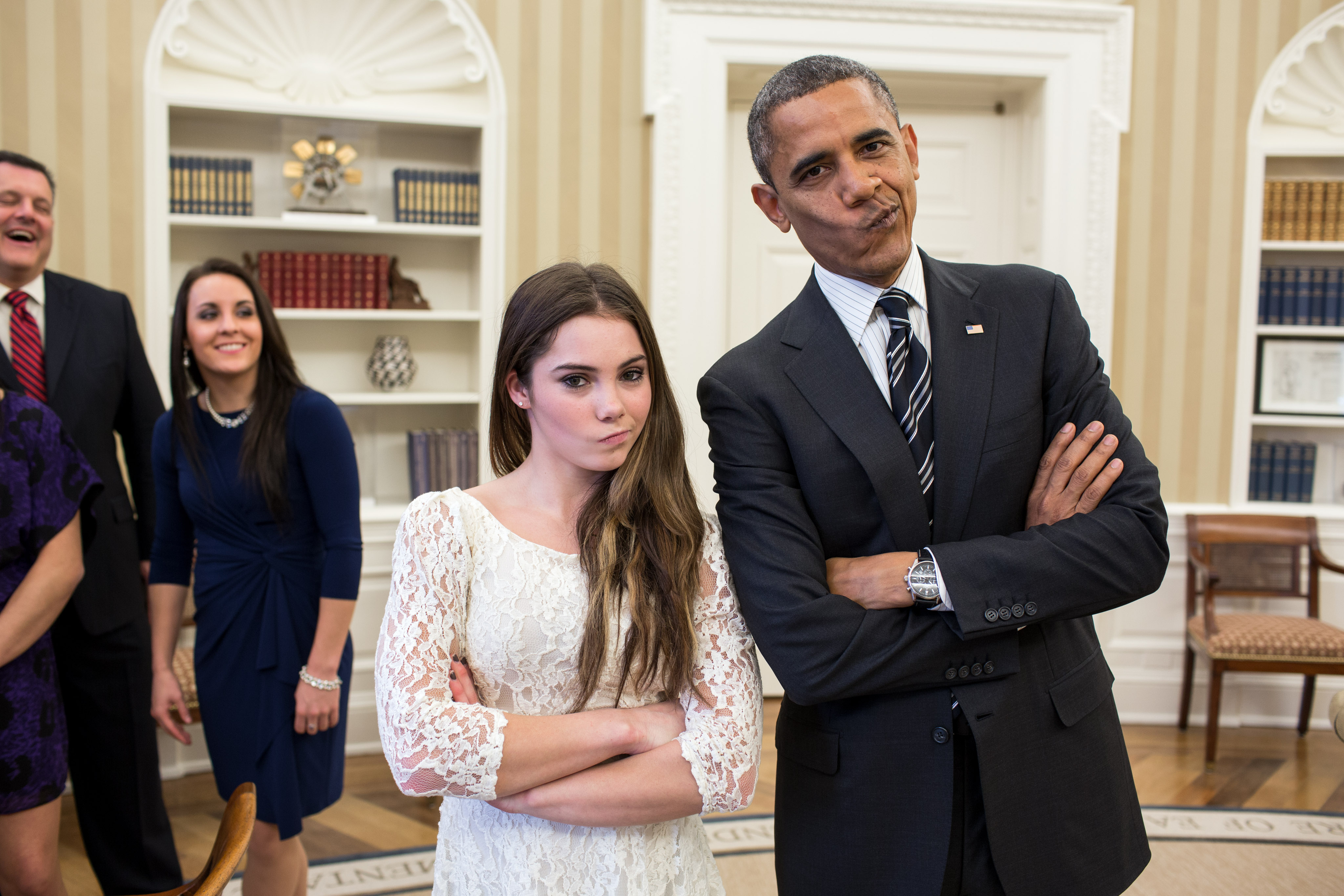
McKayla Maroney met de Amerikaanse president Barack Obama.

Tijdens de medailleceremonie na haar mislukte paardsprong op de OS 2012 trok ze ongeveer twee seconden een teleurgesteld gezicht met de lippen opzijgetrokken, waarvan de foto vervolgens als internetmeme "McKayla is not impressed" een eigen leven ging leiden. Maroney heeft gereageerd dat ze het erg grappig vindt en doet er publiekelijk aan mee.